# کانتال (پنیر)
پنیر کانتال نوعی پنیر سفت و محکم است که در منطقه اوورنی در مرکز فرانسه تولید می‌شود. پنیر کانتال از قدیمی‌ترین پنیرهای فرانسوی به‌شمار می‌رود.

## ترکیب بندی
پنیر کانتال دو نوع دارد، نوع اول پنیری در مزرعه که از شیر خام گاوی غیرپاستوریزه تهیه می‌شود و نوع دوم ، یک نسخه تولید انبوه روزانه از شیر پاستوریزه است. هر دو باید از استانداردهای دقیق کیفیت پیروی کنند.
این پنیر نیمه سخت در چندماه تولید شده و آن را به شکل استوانه درمی‌آورند. البته پنیر فضای درونی نرمی دارد. عطر و طعم آن تا حدودی یادآور پنیر چدار است، با طعم کرهای قوی که با افزایش سن کاهش می‌یابد. یک کانتال خوب و رسیده طعمی مغذی و ملایم دارد، در حالی که یک پنیر جوان از طعم شیرین و کره ای شیر خام برخوردار است.
- درصد چربی پنیر کانتال ۴۵٪ است. موارد استفاده آن شامل سوپ، سالاد، الیگوت سیب زمینی[۲] و پنیر فوندو می‌شود. مانند تمام پنیرهای ساخته شده از شیر خام، ممکن است روی پوسته‌اش حاوی باکتری لیستریا باشد، بنابراین محیطی که در معرض هوای آزاد قرار داشته باید دور ریخته شود. همچنین برای کودکان، افراد مسن یا افراد دارای نقص ایمنی مناسب نیست.